# 政府備蓄米

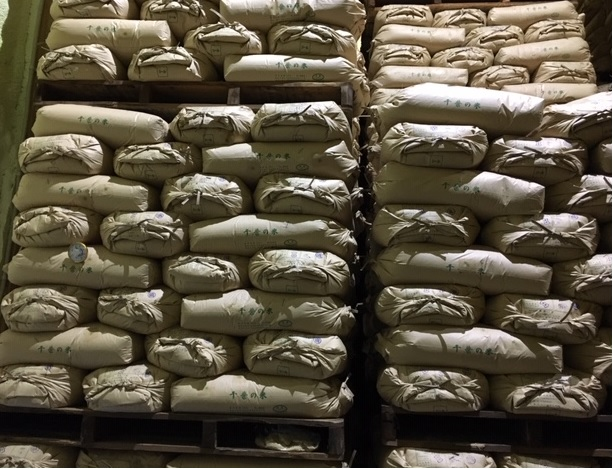
倉庫に保管される政府備蓄米

政府備蓄米（せいふびちくまい）とは、凶作や不作時の流通安定のために日本国政府が食糧備蓄として保存している米である。単に備蓄米とも。1995年（平成7年）に「主要食糧の需給及び価格の安定に関する法律」が施行され制度が発足した。
例年有意に潤沢な備蓄がみられる産地は北海道、東北地方、新潟県など日本のコメ生産量上位地域となる。2019年産から「都道府県別優先枠」が設定され、産地の競合をせずに「一般枠」よりも良い価格で入札できる。

## 経緯
1993年（平成5年）、日本は米の作況指数74という戦後最悪の記録的な数値の生育不良にみまわれた。その2年前のピナツボ火山の大噴火による成層圏中のエアロゾル増加による冷夏のためとみられている。それまで日本政府は戦時中定められた食糧管理法に基づいて全ての米を政府米として管理していたが、この法には備蓄という概念はなく、不作時に備えて一定量の持ち越し在庫を保持するという方式がとられていた。しかしこの1993年はこの前々年である1991年の作況指数95という不作の影響からもともと持ち越し米は在庫23万トンという不足状況にあり、そこにさらなるこの大凶作が発生したため在庫が完全に尽き、日本国内全体が深刻な米不足に陥ったいわゆる「平成の米騒動」が発生するに至った。
政府はアメリカ、オーストラリア、中国、タイから合計259万トンに上るコメの緊急輸入を行う対応をとり、翌年には収量の増加・回復などもありこの騒動は落ち着くが、米の国際市場が大きく乱れる悪影響を及ぼしたため日本はウルグアイ・ラウンド農業合意での米の輸入受け入れ要求を呑まざるをえない立場となった。
また国民の主食の安定供給と凶作への備えという大きな政治的課題も顕在化したため、政府は需要と価格を安定させるための新たなシステムを構築するための議論を行い、1995年（平成7年）に食糧管理法を廃止し「主要食糧の需給及び価格の安定に関する法律」が施行され、米の備蓄制度が発足した。

## 概要
政府備蓄米は適正備蓄水準を100万トン程度として運用されている（当初の備蓄水準は150万トンであったがその後200万トンを超えるようになり、財政負担の問題などから100万トンに削減されるに至った）。毎年20万トン超を購入することで5年間で合計約100万トンの残高を維持し、古いものから入れ替わっていく方式となっている。
この100万トンは日本の米の総需要量838万トン（平成29年度）の約8分の1にあたり、「10年に1度の不作（作況指数92程度）」または「通常程度の不作（作況指数94程度）」が2年連続した場合に対処できる水準である。
食糧法の規定で国が保管する備蓄米は低温保管されているが、備蓄年数が経過するとともに少しずつ品質が劣化する。収穫後時間が経った米の品質に劣化が生じる現象を古米化（こまいか）と呼ぶ。古米化が進んだ米には、中性脂質が酵素により分解され生じるペンタナールやヘキサナールといった遊離脂肪酸により、古米臭（こまいしゅう）と呼ばれる悪臭が生じ、炊飯時の食感に悪影響を与え、他にも吸水速度の低下、炊飯膨張性の増加、米飯粒の硬化、米飯粒の光沢現象などが生じる。このため、備蓄米を主食用に供する場合は低価格のブレンド米に配合され、その際は食味を改善するため新米をブレンドするのが通常である。
保管期間の5年を過ぎた備蓄米は「飼料用」として売却されるほか、一部は学校給食、こども食堂、フードバンクに無償で提供される。米価への影響を避けるために、基本的には「主食用」としての販売はなされない。
政府備蓄米はJAなどの政府寄託倉庫にて低温保管され、大凶作や不作の連続などにより米の民間在庫が著しく低下するなどの米不足が発生した際に放出される。食料・農業・農村政策審議会食糧部会において作柄、在庫量、市場の状況、消費動向、価格及び物価動向等について放出の必要性についての議論を行いこの結果を踏まえて、農林水産大臣が備蓄米の放出等を決定する。
農林水産省は2020年3月の会見において、米は政府備蓄米が約100万トン、JAや卸売業者等が保有する民間在庫が約280万トンあり、これを合わせて需要量の6.2カ月分、約190日分になるとしている。また同じく主食であり輸入食品である小麦については、安定供給を図る観点から、アメリカ、カナダ、オーストラリアなどの輸出国から国が一元的に輸入しており、外国産小麦の国内備蓄が約93万トンあり、これは需要量の2.3カ月分、約70日分になるとしている（小麦は国の備蓄が2010年に廃止され民間備蓄になっている）。
ただし、前述のとおり政府備蓄米は、あくまで凶作や不作の際の安定した流通への備えであり、国家の食料安全保障を主目的としているものではない（2010年の日本の食糧自給率における米の割合は24％ほどである）。また、大規模な災害においても備蓄米は放出される事がある（東日本大震災、熊本地震 (2016年)などでの放出例がある）が、これは非常食とは性質が異なるものであり、災害時の緊急の食料については各自治体や各家庭での備蓄を推奨している。

2024年から、米価の高騰対策として政府備蓄米の放出が行われている。当初は競争入札によるものであったが、2025年5月に小泉進次郎が農林水産大臣に就任すると、随意契約による放出となった。 